# Dariusz Stachura
Dariusz Stachura (ur. 27 sierpnia 1962 w Brzezinach) – polski śpiewak tenor.

## Życiorys
Absolwent łódzkiej Akademii Muzycznej. Zadebiutował w 1989 r. na scenie Teatru Wielkiego w Łodzi partią Leńskiego w Eugeniuszu Onieginie Piotra Czajkowskiego. Do sukcesów artystycznych Dariusza Stachury zalicza się udział w obchodach 100-lecia premiery Cyganerii Giacomo Pucciniego w Turynie w roku 1996. Jako jedyny obcokrajowiec kreował partię Rudolfa na zmianę z Luciano Pavarottim. W latach 1999–2003 był solistą opery w Norymberdze.
5 stycznia 2008 r. wystąpił na gali laureatów 73 Plebiscytu Przeglądu Sportowego. 4 lipca 2008 r. artysta wystąpił w Busku-Zdroju na XIV Międzynarodowym Festiwalu Muzycznym im. Krystyny Jamroz.
Otrzymał tytuł Honorowego Obywatela Miasta Łodzi.
Decyzją Zarządu Województwa Łódzkiego, 23.07.2019 r. został wybrany dyrektorem Teatru Wielkiego w Łodzi na trzyletnią kadencję.

## Dyskografia
- 2000: Opera Italiana; Dariusz Stachura, Anne Lünenbürger, Gernot Schulz, Brandenburger Symphoniker
- 2001: Straszny dwór; Dariusz Stachura, Jacek Kaspszyk, Bogdan Gola, Chór i Orkiestra Polskiej Opery Narodowej
- 2001: Trzej Polscy Tenorzy; Dariusz Stachura, Bogusław Morka, Adam Zdunikowski, Sławomir Chrzanowski, Orkiestra Symfoniczna Filharmonii Zabrzańskiej
- 2003: Walewska & Stachura – Z Tobą bez Ciebie: Dariusz Stachura, Grzegorz Mierzwiński, Orkiestra Symfoniczna K.H.W. S.A. KWK „Staszic”